# Xylocopa micheneri
Xylocopa micheneri là một loài Hymenoptera trong họ Apidae. Loài này được Hurd mô tả khoa học năm 1978.